# Aktivierender Sozialstaat
Aktivierender Sozialstaat ist die Bezeichnung für einen Staat, dessen Arbeitsmarkt- und Sozialpolitik dem Leitmotiv von Fördern und Fordern folgen und Leistungsfähige sowohl „in Bewegung setzen“ als auch befähigen soll, die von ihnen erwarteten Leistungen tatsächlich zu erbringen. Es geht dem aktivierenden Sozialstaat um eine Neudefinition der wechselseitigen Aufgaben- und Verantwortungsteilung und -wahrnehmung im Verhältnis von Staat und Gesellschaft.

## Geschichtliche Entwicklung
Das Konzept des aktivierenden Sozialstaats wurde in Deutschland Anfang der 1990er Jahre entwickelt und anschließend rasch in der politischen und wissenschaftlichen Diskussion aufgegriffen. Der Akzent auf dem Attribut „aktivierend“ seit den 1990er Jahren löst vorangegangene Akzentsetzungen ab. Laut Ansgar Willenborg lagen die Akzente von 1945 bis 1965 auf dem demokratischen Rechtsstaat, von 1965 bis 1979 auf dem aktiven Staat sowie von 1980 bis 1995 auf dem schlanken Staat.
Mit dem Konzept des aktivierenden Sozialstaats wird versucht, die deutsche Sozialstaatsreform richtungsweisend neu zu beeinflussen und damit an die aktuelle internationale Diskussion anzuschließen. Diese Vorstöße greifen auf eine breite internationale staatstheoretische Diskussion zurück, die bis in die 1970er Jahre reicht.

## Merkmale des aktivierenden Sozialstaats
Grundidee des aktivierenden Staats ist es, staatliches Handeln auf die Mobilisierung und Unterstützung von Selbsthilfepotenzialen auszurichten. Es ist langfristig davon auszugehen, dass die Aktivierungspolitik und mit ihr der aktivierende Sozialstaat ein zentrales Konzept sozialstaatlichen Handelns bleiben und den Charakter der Sozialen Marktwirtschaft verändern wird. Nicht mehr der Anspruch auf soziale Leistungen, sondern der Gedanke der sozialen Investition ist sehr charakteristisch für den Aktivierenden Staat. Personen, die nicht am Arbeitsmarkt teilnehmen können, werden durch staatliche Investitionen (z. B. Bildungsinvestitionen) wieder in Richtung soziale Selbstständigkeit bewegt. Sie werden aktiviert. Die zu aktivierenden Personen wurden 2005 in Folge einer ausgeweiteten Definition von Erwerbsfähigkeit (drei Stunden am Tag) auf  fast  eine  Million  ausgedehnt. Aktivierende Sozialpolitik richtet sich damit auch an Personen, die arbeitsmarktferner sind, wie Wohnungslose, aggressive Jugendliche oder Menschen mit psychischen und physischen Erkrankungen. Für sie wurden in Deutschland niederschwellige Maßnahmen entwickelt. Falls die Sozialinvestition nicht gelingt, gibt es eine Kompensation auf verhältnismäßig niedrigem Niveau.
Der aktivierende Sozialstaat ist gekennzeichnet durch:
- Aktivierung und Eigenverantwortung, durch präventive und befähigende Maßnahmen;
- die Freiheit von Wohlfahrtsbürokratie, die Freiheit zu Selbstmanagement bei einer (Mindest-)Sicherung, durch (Re-)Kommodifizierung;
- Gleichheit der sozialen Teilhabemöglichkeiten auf dem Arbeitsmarkt und bei der Bildung;
- Teilhaberechte; konditionalisierte und individualisierte Leistungen (Bedingung: Ko-Produktion); Leistungen qua Vertrag;
- einen kooperativen Staat als Vermittler und Initiator; Gewährleistungsverantwortung; diskursive und kooperative Verfahren;
- eine Beschäftigungsfähigkeit für „alle“; die flexible Anpassung der Arbeitnehmer an den Arbeitsmarkt;
- eine Angebotssteuerung: die Reduktion von Transferleistungen (durch Arbeitsanreize), Qualifizierung und Dienstleistungen, Aktivierung der Individuen;
- das egalitäre Zweiverdienermodell, Defamiliarisierung (gestützt durch öffentliche Betreuungs- und Pflegedienstleistungen).

Bezogen auf die konkrete Situation Arbeitsloser impliziert ein aktivierender Sozialstaat die folgenden Änderungen:
- Selbstverantwortung und Differenzierung, „Aktivierung“ als Recht und Pflicht, „Kein Recht auf Faulheit“;
- den Glauben, dass Arbeit „da ist“;
- eine Verhaltensänderung der Arbeitsmarktsubjekte;
- die Entwicklung der Einstellung: „Ich finde Arbeit und nehme Hilfe in Anspruch“;
- Arbeitsförderung als Dienstleistung in Koproduktion;
- weniger Arbeitslosigkeit durch Entlastung des Marktes;
- mehr Übergänge von Arbeitslosigkeit in Arbeit (auch kurzzeitig).[7]

## Der aktivierende Staat als Rahmenkonzept
Das Konzept des aktivierenden Sozialstaates stellt eine Konkretisierung des Modells des aktivierenden Staates dar. In diesem geht es um
- Dialog statt Dekret – Entwicklung von Prioritäten.
- Zielklare Kooperation statt gegenseitiger Schuldzuweisung und Domänedenken.
- Produkt- und  Prozessoptimierung, z. B. Purchaser-provider-split, One stop shop, dezentrale Fach- und Ressourcenverantwortung, Quasi-Märkte, Leistungsvergleiche etc.
- Ko-Produktion – Zusammenwirken von öffentlichen Leistungserbringern und aktiven und selbstverantwortlichen Bürgern/Klienten.[8]

## Kritik
Michael Opielka erkennt in einer Strategie, die darauf beruhe, Einzelne zu „aktivieren“, eine „Sozialpädagogisierung der Sozialpolitik“ im Sinne einer „sozial-psychischen Steuerungsstrategie, die individuelle Einstellungen und habituelle Orientierungen einer umfassenden Marktorientierung unterwerfen möchte.“ Die Zentralfunktion des modernen Wohlfahrtsstaates – die Reduzierung der Arbeitsmarktabhängigkeit der Ware (commodity) Arbeitskraft durch arbeitsmarktexterne Existenzsicherungsoptionen (auch Dekommodifizierung genannt) sei durch die Aktivierungs-Agenda in eine Re-Kommodifizierung „verdreht“ worden.
Befürworter der Einführung und Aufrechterhaltung eines Niedriglohnsektors in Deutschland argumentieren, dass diese Maßnahme erforderlich sei, um Menschen, die sich mit der Option angefreundet hätten, dauerhaft von Lohnersatzleistungen zu leben, zum Arbeiten zu bringen. Zudem sei die Phase, in der die Betreffenden niedrige Löhne erhielten, oft nur kurz, da sie, erst einmal in den Ersten Arbeitsmarkt einbezogen, die Chance hätten, ihre Qualifikation unter Beweis zu stellen bzw. sich zu qualifizieren und dann höhere Erwerbseinkommen zu beziehen.
Stefan Sell, Professor am Institut für Sozialpolitik und Arbeitsmarktforschung der Hochschule Koblenz, stellte im Januar 2017 jedoch fest, dass die Bemühungen, Langzeitarbeitslose in Deutschland zu „aktivieren“, teilweise gescheitert seien. Knapp drei Millionen Langzeitbezieher von Hartz IV-Leistungen gebe es, eine Million davon sei von jeder Arbeit seit Langem abgekoppelt. „Wir haben diesen Menschen nicht viel anbieten können, oftmals sogar gar nichts. Und wenn, dann höchst diskussionswürdige Angebote, kurzfristige Maßnahmen.“, bilanzierte Sell.